# Mlaka (Rakovec)
Mlaka je naseljeno mjesto u Republici Hrvatskoj u Zagrebačkoj županiji. 

## Zemljopis
Administrativno je u sastavu općine Rakovec. Naselje se proteže na površini od 2,74 km².

## Stanovništvo
Prema popisu stanovništva iz 2001. godine u naselju Mlaka žive 124 stanovnika i to u 31 kućanstvu. Gustoća naseljenosti iznosi 45,26 st./km².
| broj stanovnika | 126   | 145   | 158   | 194   | 179   | 203   | 214   | 232   | 216   | 202   | 199   | 174   | 155   | 135   | 124   | 99    | 101   |
|                 | 1857. | 1869. | 1880. | 1890. | 1900. | 1910. | 1921. | 1931. | 1948. | 1953. | 1961. | 1971. | 1981. | 1991. | 2001. | 2011. | 2021. |